# 萊爾 (明尼蘇達州)
萊爾（英語：Lyle）是一個位於美國明尼蘇達州毛爾縣的城市，南與愛荷華州接壤。。

## 人口
根據2020年美國人口普查的數據，萊爾的面積為1.96平方千米，皆為陸地。當地共有人口522人，而人口密度為每平方千米266人。